# Hans Pühn
Hans Pühn (* 5. November 1943 in Roth) ist ein deutscher Journalist und Autor.

## Leben
Hans Pühn machte Ende der 1950er Jahre eine Lehre zum Schriftsetzer in einer Verlagsdruckerei in Roth. Er arbeitete 16 Jahre in dem Beruf und wechselte dann in die Sportredaktion der Roth-Hilpoltsteiner Volkszeitung. Im Laufe seines Berufslebens stieg er zum Redaktionsleiter auf.
Pühn veröffentlichte mehrere Schriften über regionale Ereignisse. 2017 schrieb er einen Roman über das Leben seiner Mutter in der Zeit des Zweiten Weltkriegs und der Nachkriegszeit. 2018 folgte ein autobiografisch gehaltenes Buch über die Geschichte des Schriftsetzerberufs und dessen Ende durch die technische Entwicklung, die er selbst während seiner Arbeit im Zeitungsverlag aktiv begleitete. Ein reich bebilderter Band über den die Goldene Ära der 1950er und 1960er Jahre des 1. FC Nürnberg mitprägenden Fußballspielers Heini Müller folgte 2019. Eine umfassende Biografie über Werner Hoffmann, den in Nürnberg geborenen Autor, Dramaturgen, Regisseur und Produzenten des Theaters „Die Bühne“ erschien 2020. Nach "Post für Leni" folgte 2025 der zweite Band seiner Rother Familienchronik mit dem Titel "Warten auf Heiner".
Hans Pühn veröffentlichte als Zeitzeuge und Chronist seiner Heimatstadt viele Beiträge in der Roth-Hilpoltsteiner Volkszeitung und in mehreren Buchveröffentlichungen.

## Schriften
- Ironman. Fürth: Quelle Schickedanz, 1992
- Magische Momente. Roth: Landkreis Roth, 2010
- Landkreis Roth – Wirklich schön hier. Roth: Landkreis Roth, 2012
- Hoffmann – der Spielmacher. Roth: Verlag Karl Müller, 2013 (über Werner Hoffmann und Die Bühne in Roth)
- Die Geschichte der Roth-Hilpoltsteiner Volkszeitung  1856–2016. Roth: Verlag Karl Müller vorm. Fr. Feuerlein GmbH, 2016
- Post für Leni. Ein Leben im Schatten zweier Weltkriege. Romanbiografie. Selbstverlag der Stadt Roth, 2017
- Das Brot des Schriftsetzers. Erinnerungen an die Bleizeit des gedruckten Wortes. Roth, Mittelfr: Landratsamt Roth, 2018
- Das Spiel seines Lebens. Heini Müller erinnert an die goldene Ära des Clubs. Nürnberg 2019
- Aus dem Leben eines Besessenen. Werner Hoffmann und sein grenzenloser Einsatz als Theaterakteur. Stadt Roth 2020
- 50 Jahre Landkreis Roth 1972/2022. Geschichte, Geschichten, Impressionen. Landkreis Roth 2021
- Auf gutem Weg. Eine Zeitreise durch 50 Jahre Kreisstadt Roth. Stammhaus Verlag Roth 2022
- Hopfen & Malz. Brauereien und Wirtshäuser einst und jetzt im Landkreis Roth. Landkreis Roth 2023
- Warten auf Heiner. Das bewegte und bewegende Leben der fünf Kiesel-Geschwister. Selbstverlag der Stadt Roth 2025